# Морита, Акио
А́кио Мо́рита (яп. 盛田昭夫 Морита Акио, 26 января 1921, Нагоя, Япония — 3 октября 1999, Токио) — японский предприниматель, основатель корпорации Sony (Sony Corporation).
Иностранный член Американского философского общества (1992).

## Биография
Окончил Осакский университет.
Будучи физиком по специальности, во время Второй мировой войны Морита служил офицером в японском флоте. Его семья занималась производством сакэ. В военном исследовательском комитете он познакомился с Масару Ибукой, который в то время искал молодых талантливых инженеров для собственной компании. После войны эти двое 7 мая 1946 года основали Токийскую телекоммуникационную инженерную корпорацию (яп. 東京通信工業 То:кё: цусин ко:гё:, «Тоцуко», Tokyo Tsushin Kogyo K.K.), предшественницу Sony, с персоналом, насчитывающим около 20 сотрудников, и первоначальным капиталом в 190 тыс. иен. Ибуке было тогда 38 лет, Морите — 25.
В 1949 году компания разработала магнитную звукозаписывающую плёнку и в 1950 году продала первый магнитофон в Японии. В 1957 году она выпустила карманный радиоприёмник, а годом позже была переименована в Sony (лат. sonus — звук, а Sonny-boys в японском сленге имеет значение «движущиеся со свистом парни»). В 1960 году Sony представила на рынке первый в мире транзисторный телевизор.
В 1961 году Sony Corporation of America стала первой японской компанией, числящейся в списках Нью-Йоркской биржи. В 1989 году Sony купила киностудию Columbia Pictures.
В начале 1990-х Акио Морита получил известность, став соавтором эссе «Япония, которая может сказать нет» с политиком Синтаро Исихарой, который выступал с критикой ведения бизнеса в США, призывая Японию играть более независимую роль в бизнесе и иностранных делах.
25 ноября 1994 года Морита заявил об уходе с поста главы Sony, после того как у него во время игры в теннис произошло кровоизлияние в мозг. Его преемник, Норио Ога, стал сотрудником компании после того, как послал Морите письмо, в котором жаловался на плохое качество магнитофонов, производимых компанией.
Морита также написал в 60-х годах  книгу «Ничего не значащие школьные достижения», в которой заявлялось, что успеваемость, оценки и прочие достижения в школьные годы не отражают уровень способности к ведению бизнеса и ни в коей мере не позволяют прогнозировать чей-либо успех или неудачу на этом поприще. Он также был вице-президентом японской федерации экономических организаций — Кэйданрэн (яп. 経団連), членом Группы экономических отношений Японии и США (также известной как «Группа мудрецов»), а в 1992—1993 годах — председателем азиатского подразделения Трехстороней комиссии.
Акио Морита умер от пневмонии 3 октября 1999 года в возрасте 78 лет.
Оставил после себя книгу воспоминаний «Сделано в Японии».

## Награды
В 1972 году Морита получил премию «Золотая тарелка» Американской академии достижений.
В 1982 году Акио Морита стал первым японцем, награждённым Медалью Альберта, присуждаемой Британским Королевским обществом искусств людям любой национальности за выдающиеся заслуги в продвижении искусств, производства и торговли. Двумя годами позже получил престижный французский орден Почётного легиона, а в 1991 году — орден Священного сокровища 1-й степени от императора Японии.
В 1998 году он был единственным азиатом в списке 20 самых влиятельных деловых людей 20-го века по версии журнала Time.